# HLD 60
De HLD 60/61, tot 1971 bekend als type 210, is een locomotief met dieselelektrische aandrijving bestemd voor het personenvervoer en het goederenvervoer van Nationale Maatschappij der Belgische Spoorwegen (NMBS).

## Geschiedenis
De Nationale Maatschappij der Belgische Spoorwegen (NMBS) liet een aantal proeflocomotieven bij Cockerill-Sambre en Ateliers Belges Réunis (ABR) bouwen:
- 6 dieselhydraulische locomotieven met Cockerill-dieselmotor gekoppeld aan een versnellingsbak van Voith van de serie HLD 64.
- 6 dieselelektrische locomotieven met Cockerill-dieselmotor gekoppeld aan een dynamo en elektromotoren van ACEC van de serie HLD 60.

De NMBS gaf hierna de voorkeur aan de bestelling van dieselelektrische locomotieven en plaatste een order voor de bouw van 94 locomotieven van dit type bij Cockerill-Sambre en Ateliers Belges Réunies (ABR). De dieselmotor was van Baldwin Locomotive Works die door Cockerill in licentie werd gebouwd.

### Nummers
| Lijst van de HLD 60/61 |                                          |                    |           |
| Nummers                | Gebouwd door                             | Vernummerd in 1971 | Opmerking |
| 210.001-210.006        | Cockerill-Sambre                         | 6001-6006          |           |
| 210.007-210.091        | Cockerill-Sambre Ateliers Belges Réunies | 6007-6091          |           |
| 210.201-210.215        | Cockerill-Sambre Ateliers Belges Réunies | 6101-6115          |           |

## Constructie en techniek

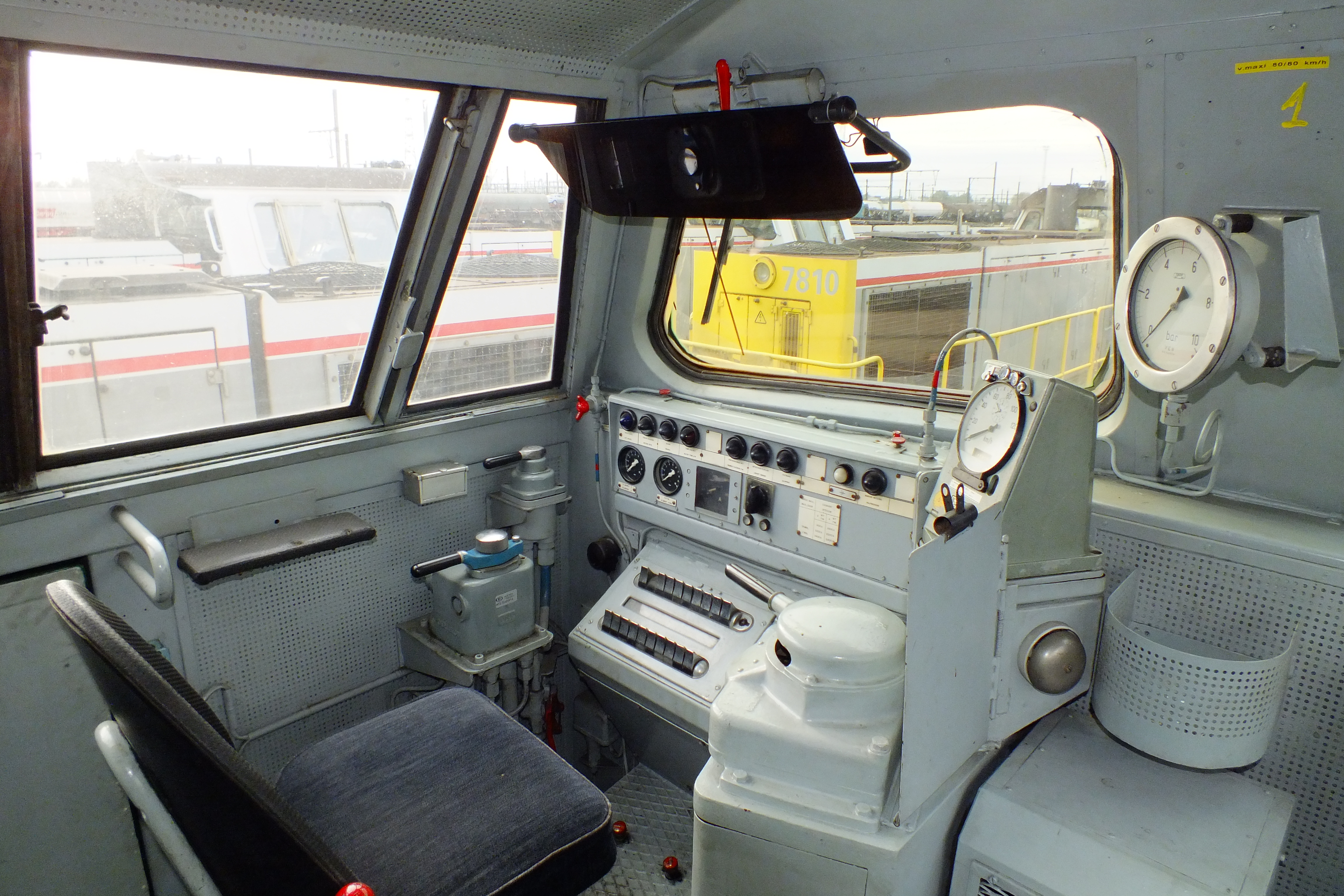
De bestuurderscabine van een locomotief van het type 60.

De locomotief heeft een stalen frame. De tractie-installatie is uitgerust met een dynamo en heeft elektrische motoren in de draaistellen. Iedere motor drijft een as aan.

## Treindiensten
De treinen werden door de NMBS gebruikt voor de personentreinen en goederentreinen.